# Ourapteryx infuscataria
Ourapteryx infuscataria là một loài bướm đêm trong họ Geometridae.